# Nuestra Señora de Loreto
Nuestra Señora de Loreto, voluit Reducción de Nuestra Señora de Loreto, was een reductie van een christelijke zending in de huidige Argentijnse provincie Misiones. De reductie is in 1610 gesticht door Spaanse jezuïeten die naar Zuid-Amerika waren gekomen.
Samen met de andere Jezuïetenmissies van de Guaraní staan de ruïnes van Nuestra Señora de Loreto op de werelderfgoedlijst van de UNESCO. Zij zijn daar in 1983 op geplaatst. De reductie wordt tegenwoordig overwoekerd door vegetatie.

## Galerij

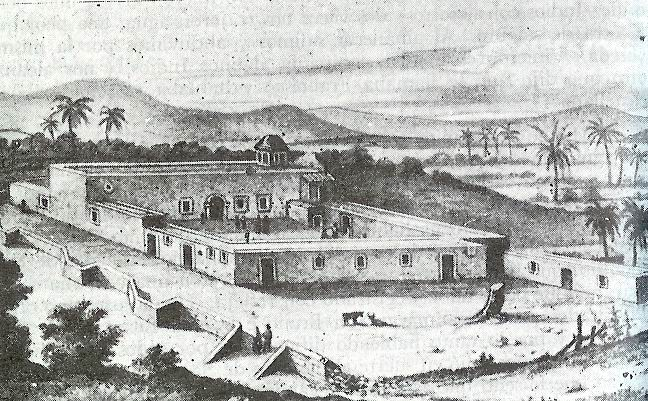
Tekening uit de 18e eeuw van de reductie
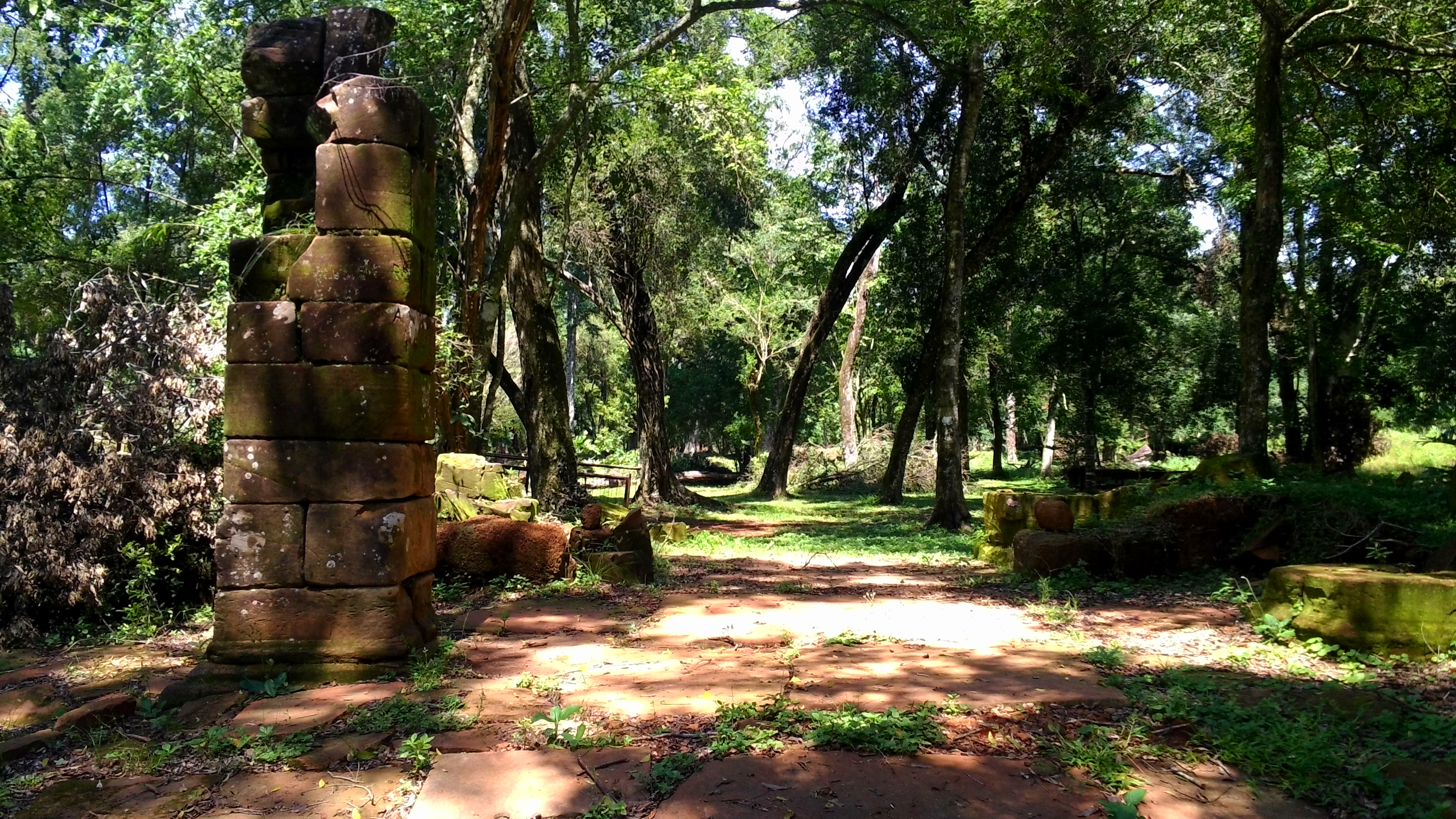
Ruïnes van de reductie

- Library of Congress Control Number: n2010081856
- Virtual International Authority File: 160779375

Nationaal park Los Glaciares ·
Jezuïetenmissies van de Guaraní (San Ignacio Miní · Santa Ana · Nuestra Señora de Loreto · Santa María la Mayor) ·
Nationaal park Iguazú ·
Cueva de las Manos, Río Pinturas ·
Valdés-schiereiland ·
Natuurparken Ischigualasto en Talampaya · 
Jezuïetenkwartier en Estancias van Córdoba ·
Quebrada de Humahuaca ·
Qhapac Ñan, wegennetwerk van de Andes ·
Architecturaal werk van Le Corbusier (Maison du docteur Curutchet) ·
Nationaal park Los Alerces